# Мадонна: Народження легенди
Мадонна. Народження легенди (англ. Madonna and the Breakfast Club) — документальна історична драма 2019 року яка розповідає про перші дні в Нью-Йорку юної співачки Мадонни, про її перший гурт «Breakfast Club», про її шлях до успіху, запис її першого синглу та підпис першого контракту.
Стрічка вийшла в кінопрокат 12 березня 2019 року. В Україні — 28 лютого 2019 року 

## Сюжет
Фільм розповідає про початок творчого шляху світової зірки й найбільш комерційно успішної виконавиці в історії Мадонни, колись нікому невідомої танцівниці, яка вирішила стати співачкою. Про її довгий і тернистий шлях до мільйонів фанатів, критиків і послідовників. Події фільму розвиваються в 1979 в Нью-Йорку.

## У ролях

### Акторський склад
| Актор               | Роль                                 |
| ------------------- | ------------------------------------ |
| Джеймі Олд          | Мадонна                              |
| Саманта Данн        | Юна Мадонна                          |
| Іларія Бергаміні    | Дитина Мадонна                       |
| Оскар Павло         | Сільвіо Чікконе (Батько Мадонни)     |
| Деніса Юхос         | Мадонна Луїза Чікконе (Мати Мадонни) |
| Джон Гаркінс        | Адам Алтер                           |
| Кальвін Кнай        | Ден Ґілрой                           |
| Майкл Уорд          | Майк Монахан                         |
| Джордан Льов        | Норріс Берроуз                       |
| Жан-Люк Макмертрі   | Брайан Симс                          |
| Захарій Бельгард    | Фредді Бастоун                       |
| Майкл Геллерт       | Крістофер Флін                       |
| Антоніо Мінополі    | Марк Камінс                          |
| Деніел Леонард      | Ед Гілрой                            |
| Роджеліо Дуглас III | Стівен Брей                          |

## Створення фільму

### Знімальна група
- Композитор — Донні Кланг
- Кінорежисер — Ґай Ґуідо
- Сценарист — Ґай Ґуідо
- Кінопродюсери — Пол Кастро, Ґай Ґуідо
- Кінооператор — Джейсон Монталво
- Кіномонтаж — Бредфорд Коулман, Ґай Ґуідо
- Художник-костюмер — Дон-Йа, Джесс Макнір
- Підбір акторів — Ліз Льюїс, Анжела Міккі